# Kossebau
Kossebau ist ein Ortsteil der Gemeinde Altmärkische Höhe im Landkreis Stendal in Sachsen-Anhalt.

## Geographie
Kossebau, ein Straßendorf mit Kirche, liegt in der nördlichen Altmark am Kossebauer Graben und am Upstallgraben Kossebau zwischen den Kleinstädten Arendsee (Altmark) und Osterburg (Altmark) am Rande der Altmärkischen Höhe, einem niedrigen Höhenzug, der die Einzugsgebiete der Flüsse Jeetze und Biese/Aland voneinander trennt.
Nachbarorte sind Boock und Kleinau im Südwesten, Heiligenfelde im Westen, Rathsleben im Nordwesten, Gagel im Norden, Lückstedt im Nordosten, Wohlenberg im Osten, Einwinkel im Süden.

## Geschichte

### Mittelalter bis Neuzeit
Im Jahre 1281 wird Dominus Denecke, sacerdos in Coczebu, also der Pfarrer Denecke, als Zeuge in einer Urkunde aufgeführt.
Im Landbuch der Mark Brandenburg von 1375 wird das Dorf als Kossebuͤ aufgeführt. Den von Jagow gehörten 21 Hufen Land, der Schulze hatte 3 Hufen. Weitere Nennungen sind 1600 Kotzebow, 1608 Kotzebuw und 1687 Kotzebaw.
Ursprünglich war auch die Schreibweise Cossebau zulässig, seit 1902 nur noch Kossebau, denn am 18. August 1902 legte der Regierungspräsident in Magdeburg „die Schreibweise mit dem Buchstaben K im Anlaut von Landespolizeiwegen als die amtliche fest“.

### Herkunft des Ortsnamens
Vermutlich ist der Ortsname auf einen deutschen Personennamen Kozzo oder Kosse zurückzuführen. Die Silbe „bu“ steht für Bau, Wohnung. Das Adelsgeschlecht derer von Kotzebue stammt von hier.

### Eingemeindungen
Bis 1807 gehörte das Dorf zum Arendseeischen Kreis der Mark Brandenburg in der Altmark. Zwischen 1807 und 1813 lag es im Kanton Bretsch auf dem Territorium des napoleonischen Königreichs Westphalen. Ab 1816 gehörte die Gemeinde zum Kreis Osterburg, dem späteren Landkreis Osterburg.
Die Gemeinde Kossebau kam am 25. Juli 1952 in den Kreis Osterburg. Am 1. Januar 1969 wurde die Gemeinde Rathsleben aus dem Kreis Osterburg nach Kossebau eingemeindet. Am 1. Juli 1994 wurde die Gemeinde Kossebau dem Landkreis Stendal zugeordnet.
Bis zum 31. Dezember 2009 war Kossebau eine selbständige Gemeinde mit dem zugehörigen Ortsteil Rathsleben.
Durch einen Gebietsänderungsvertrag haben die Gemeinderäte der Gemeinden Boock, Bretsch, Gagel, Heiligenfelde, Kossebau, Losse und Lückstedt beschlossen, dass ihre Gemeinden aufgelöst und zu einer neuen Gemeinde mit dem Namen Altmärkische Höhe vereinigt werden. Dieser Vertrag wurde vom Landkreis als unterer Kommunalaufsichtsbehörde genehmigt und trat am 1. Januar 2010 in Kraft.

### Einwohnerentwicklung
| Jahr | Einwohner |
| ---- | --------- |
| 1734 | 184       |
| 1772 | 223       |
| 1789 | 162       |
| 1798 | 192       |
| 1801 | 209       |
| 1818 | 220       |
| 1840 | 259       |
| 1864 | 297       |

| Jahr | Einwohner |
| ---- | --------- |
| 1871 | 307       |
| 1885 | 337       |
| 1892 | [00]324   |
| 1895 | 325       |
| 1900 | [00]317   |
| 1905 | 307       |
| 1910 | [00]286   |
| 1925 | 315       |

| Jahr | Einwohner |
| ---- | --------- |
| 1939 | 297       |
| 1946 | 460       |
| 1964 | 436       |
| 1971 | 466       |
| 1981 | 366       |
| 1993 | 303       |
| 2006 | 282       |
| 2008 | 260       |

| Jahr | Einwohner |
| ---- | --------- |
| 2011 | [00]212   |
| 2012 | [00]208   |
| 2014 | [00]192   |
| 2020 | [00]188   |
| 2021 | [00]185   |
| 2022 | [0]204    |
| 2023 | [0]194    |

Quelle, wenn nicht angegeben, bis 2006:

## Religion
Die evangelische Kirchengemeinde Kossebau gehörte früher zur Pfarrei Kossebau. Die Kirchengemeinde gehört heute zum Pfarrbereich Kossebau des Kirchenkreises Stendal im Bischofssprengel Magdeburg der Evangelischen Kirche in Mitteldeutschland.
Die ältesten überlieferten Kirchenbücher für Kossebau stammen aus dem Jahre 1658.
Die katholischen Christen gehören zur Pfarrei St. Anna in Stendal im Dekanat Stendal im Bistum Magdeburg.

## Politik

### Bürgermeister
Der letzte Bürgermeister der Gemeinde Kossebau war Gert Reckling.

## Kultur und Sehenswürdigkeiten
- Die evangelische Dorfkirche Kossebau, eine Feldsteinkirche, stammt aus der Mitte des 12. Jahrhunderts. 1893 wurden die Fenster des Schiffes verbreitert und eine Orgel der Firma Voigt aus Stendal eingebaut. Als Schutzpatron der Kirche wurde in einem Lehnsbrief der von Jagow Johannes der Täufer genannt.[18]
- Der Ortsfriedhof ist auf dem Kirchhof.
- In Kossebau steht ein Denkmal für die Gefallenen des Ersten Weltkrieges, eine aufgerichtete Granitplatte auf einem Sockel.[19]
- Die Dorfstraße in Kossebau ist eine Allee aus etwa 130 Linden und Kastanien, die teilweise über 100 Jahre alt sind.[7] Sie wurden schon zu DDR-Zeiten unter Naturschutz gestellt.[20]
- Die Straße und viele Häuser sind in einem Dorferneuerungsprogramm am Ende des 20. Jahrhunderts mit privater Initiative und öffentlicher Förderung in ursprünglicher Schönheit hergerichtet worden.[20]

### Vereine
Förderverein der Freiwilligen Feuerwehr Kossebau e. V.

## Verkehrsanbindung
Von Kossebau bestehen Straßenverbindungen in die umliegenden Städte Salzwedel, Seehausen, Arendsee und Osterburg.
Es verkehren Linienbusse und Rufbusse von stendalbus.